# Matteo Zennaro
Matteo Zennaro (Mestre, 1976. április 30. –) Európa-bajnok, világbajnoki ezüstérmes, olimpiai bronzérmes olasz tőrvívó.